# Ian Hill
Ian Frank Hill (født 20. januar 1951 i West Bromwich, England) er stifter og bassist i det britiske heavy metal-band Judas Priest. 